# Takumi Wada
Takumi Wada (和田 拓三, Wada Takumi) est un footballeur japonais né le 20 octobre 1981. Il évolue au poste de défenseur.

## Biographie
Takumi Wada possède la particularité d'avoir été relégué quatre fois en cinq ans avec les clubs du Yokohama FC, du Tokyo Verdy, du JEF United et de l'Avispa Fukuoka.